# Sangiaccato di Hamid
Il Sangiaccato di Hamid (o Sangiaccato di Hamidili) era una provincia di secondo livello (Sangiaccato) dell'Impero Ottomano.
Il Sangiaccato comprendeva la regione intorno alla città di Isparta, che era governata dagli Hamididi, una dinastia turca autonoma che si sottomise agli ottomani nel 1390 o 1391-1392. Divenne parte dell'Eyalet dell'Anatolia, ma fu perso dopo la Battaglia di Ancyra (1402) e non fu reincorporato nello stato ottomano fino al 1423. Dopo che l'Eyalet dell'Anatolia fu sciolto verso il 1841, divenne parte dell'Eyalet di Karaman. Fu rinominato dopo la sua capitale come Sangiaccato di Isparta nel 1880, e di nuovo come Sangiaccato di Hamidabad nel 1891. 

## Suddivisioni amministrative
Nel 1912 comprendeva i distretti (kaza) di:
- Isparta,
- Uluborlu,
- Eğirdir,
- Karaağaç,
- Yalvaç.[2]